# 패리뮤추얼 제도

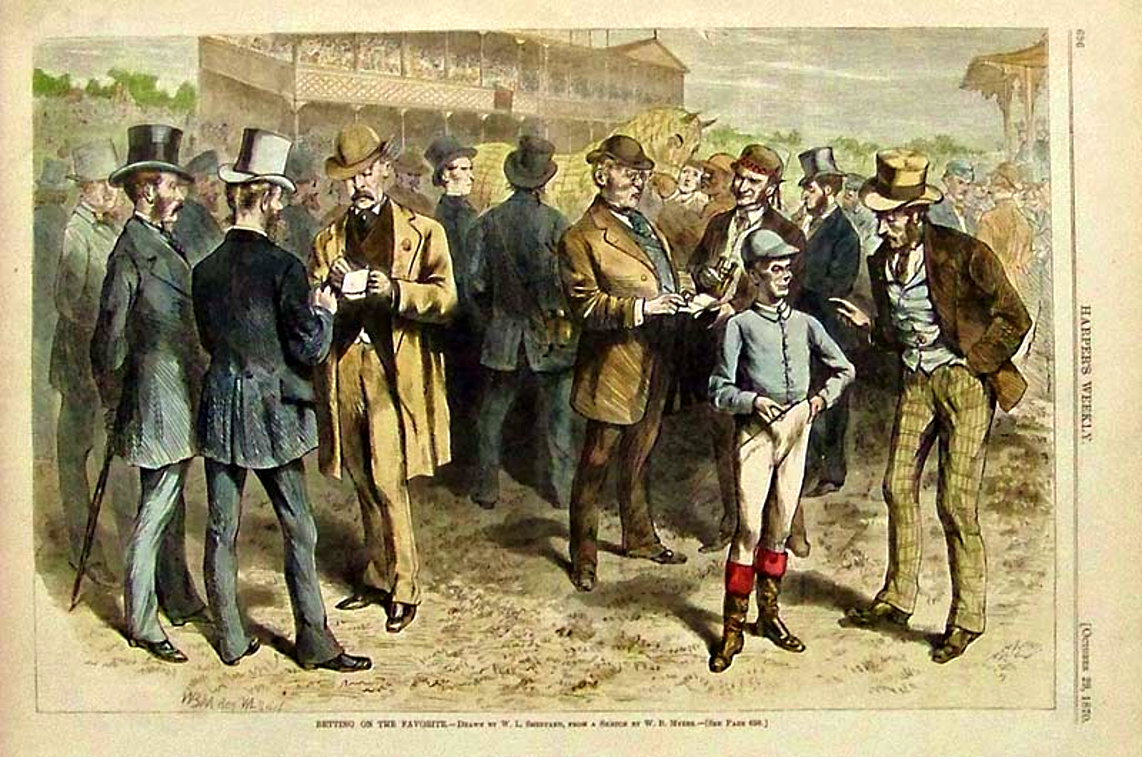

패리뮤추얼 제도(영어: parimutuel betting, 영어: pari mutuel), 패리뮤추얼 방식은 이긴 말에 돈을 건 사람들에게 건 돈 전부를 분배하는 도박 시스템이다. 세금과 수수료는 공제되며 페이오프 오즈(payoff odds)는 승리한 모든 내기 간 풀을 공유함으로써 계산에 포함된다.
패리뮤추얼 시스템은 경마, 개 경주, 하이알라이, 그리고 특히 순위 안에 도달해야 하는, 상대적으로 경기 시간이 짧은 모든 스포츠의 도박에 사용된다. 수정된 패리뮤추얼 시스템은 일부 복권 게임에도 사용된다.

## 역사
패리뮤추얼 시스템은 1867년 카탈루냐인 기획자 조지프 올러(Joseph Oller)에 의해 발명되었다.

## 같이 보기
- 마권업자